# Biblioteca de la Universidad de Zambia
La Biblioteca de la Universidad de Zambia (en inglés: University of Zambia Library) es la biblioteca principal de la Universidad de Zambia (UNZA) en Lusaka, capital del país africano de Zambia. Se compone en realidad de tres bibliotecas especializadas: Biblioteca Central de la UNZA, la Biblioteca de la Facultad de Medicina Veterinaria y la Biblioteca de la Facultad de Medicina.